# Campionati del mondo di ciclismo su strada 1926
I Campionati del mondo di ciclismo su strada 1926 vennero disputati in Italia tra Milano e Torino il 29 luglio 1926.
Fu assegnato il titolo Uomini Dilettanti, gara di 183,000 km.

## Medagliere
| Pos.   | Nazione | Oro | Argento | Bronzo | Totale |
| ------ | ------- | --- | ------- | ------ | ------ |
| 1      | Francia | 1   | 1       | 0      | 2      |
| 2      | Italia  | 0   | 0       | 1      | 1      |
| Totale | Totale  | 1   | 1       | 1      | 3      |

## Sommario degli eventi
| Eventi                 | Oro                  | Tempo | Argento               | Tempo | Bronzo               | Tempo |
| Uomini Dilettanti      |                      |       |                       |       |                      |       |
| Gara in linea dettagli | Octave Dayen Francia | 5h57' | Jules Merviel Francia | ?     | Pierre Polano Italia | ?     |